# Бархударлы
Бархударлы́ (азерб. Barxudarlı) — село в Закавказье, на реке Акстафа, у ныне недействующей железнодорожной станции Бархударлы. Согласно административно-территориальному делению Армении, фактически контролирующей деревню, расположено в Тавушской области; согласно административно-территориальному делению Азербайджана — в Газахском районе Азербайджана.
Площадь эксклава Бархударлы-Софулу составляет 9.8 кв км.

## Этимология
Считается, что топоним образован от личного имени «Бархудар» и аффикса «-лы». Бархудар (Берхудар) бек Энис был известным мастером по литью пушек, жившим во второй половине XVI — начале XVII века в Азербайджане. В государстве Сефевидов ему было присвоено звание и прозвище «Топчубашы» (главный артиллерист). В начале XVII века, во время Сефевидо-Османских войн, пушки большого калибра, использованные при обороне городов Тебриз, Эривань, Гянджа. По мнению некоторых исследователей, село получило такое название потому, что его основали семьи, принадлежавшие к роду «Бархударлы».

## История
В ходе Первой карабахской войны Бархударлы, ранее представлявшее собой азербайджанский анклав внутри территории Армении, после четырёх дней блокады перешло под контроль вооружённых сил Армении 27 апреля 1992 года.
Азербайджанское население, составлявшее до конфликта две тысячи человек, было вынуждено покинуть оккупированное село.

## Известные жители
- Гаджикеримов Ширин Касым оглы — депутат Верховного Совета и Милли Меджлиса Азербайджанской Республики, служил на высоких должностях в МВД и МНБ, полковник;
- Мусаев Искендер Муса оглы — много лет был директором сельской школы, математик;
- Мусаев Назим Искендер оглы (1947) — Мастер спорта СССР, работал на ответственных должностях на Курчатовской АЭС Российской Федерации;
- Мусаев Муса Искендер оглы (1955—2018) — кандидат сельскохозяйственных наук, известный борец, Мастер спорта СССР, профессор Азербайджанской Национальной Авиационной Академии, заведующий кафедрой спорта;
- Мусаева Мансура Искендер гызы — кандидат наук, доцент Азербайджанской Национальной Авиационной Академии.
- Юнусов Ханлар Хямза оглы — Профессиональный тренер, чемпион Азербайджанской ССР и СССР по греко-римской борьбе. Тренер и отец чемпиона мира Хямзы Юнусова.
- Юнусов Хямза Ханлар оглы — борец по греко-римской борьбе, двукратный чемпион мира по Алпагуту, победитель международных турниров по ММА и Grappling.